# ذا ليجند أوف زيلدا: تيرز أوف ذا كينغدوم
ذا ليجند أوف زيلدا: تيرز أوف ذا كينغدوم هي لعبة أكشن-مغامرات من تطوير ونشر شركة نينتندو وهي الجزء الثاني للعبة ذا ليجند أوف زيلدا: بريث أوف ذا وايلد، صدرت اللعبة في 12 مايو 2023 على نينتندو سويتش.